# Marnie Mosiman
Marnie Mosiman (* 6. März 1951 in Minneapolis, Minnesota) ist eine US-amerikanische Schauspielerin und Sängerin.

## Leben
Mosiman wuchs in Minneapolis auf. Sie stammt aus einem musikalischen Elternhaus, erhielt früh Gesangsunterricht und besuchte die Children's Theatre School. Nach ihrem Schulabschluss besuchte sie das Principia Arts College in Elsah, Illinois.
Mosiman trat anfangs als Theaterschauspielerin auf. 1979 spielte sie bei der Seattle Repertory Company in der Komödie „Haus Herzenstod“ (Heartbreak House) von George Bernard Shaw. 1983 trat sie bei der Los Angeles Stage Company in dem Theaterstück Cloud Nine von Caryl Churchill auf, wofür sie den Los Angeles Drama Critics Award erhielt. 1985 gehörte sie zu den Finalistinnen im Gesangswettbewerb der Metropolitan Opera.
Mosiman übernahm im Verlauf ihrer Karriere zahlreiche Hauptrollen, unter anderem in den Musicals und Opern Godspell, Sweeney Todd, Così fan tutte und A Little Night Music von Stephen Sondheim, mit denen sie auch auf Tournee ging. Beim Ravinia Festival trat sie als Madame Jourdain gemeinsam mit dem Chicago Symphony Orchestra in einer Produktion von Le Bourgeois gentilhomme auf. Sie sang und spielte die Olga Kromow in der Operette Die lustige Witwe an der Los Angeles Opera. Sie übernahm die Rolle der Trina in dem Musical Falsettos von William Finn bei einer Produktion von National Public Radio und Los Angeles Theatre Works. Beim Aspen Music Festival spielte sie unter der musikalischen Leitung von David Zinman die Titelrolle der Johanna von Orléans in Arthur Honeggers Dramatischen Oratorium Jeanne d’Arc au bûcher. Mit dem Philadelphia Orchestra sang sie unter dem Dirigenten Charles Dutoit die Rolle der Hexe von Endor in Honeggers Oratorium Le Roi David.
Am „South Coast Repertory Theatre“ spielte sie in den Produktionen Arcadia von Tom Stoppard und Six Degrees of Separation von John Guare.
Mosiman hatte Gastauftritte in verschiedenen Filmen und Fernsehserien. Unter anderem in Ally McBeal, Beverly Hills, 90210 sowie Raumschiff Enterprise: Das nächste Jahrhundert.
Mosiman ist Mitglied des „Los Angeles Master Chorale“. Für diesen Chor entwarf sie dessen Programm Voices Within. Mosiman arbeitet auch als Gesangslehrerin und Stimmcoach, unter anderem beim „Hawaii Performing Arts Festival“.
Mosiman ist mit John de Lancie verheiratet. Die beiden haben zusammen die Söhne Keegan sowie Owen de Lancie.

## Filmografie (Auswahl)
- 1982: Unter der Sonne Kaliforniens (Knots Landing, Fernsehserie, eine Folge)
- 1983: Dallas (Fernsehserie, eine Folge)
- 1985: Polizeirevier Hill Street (Hill Street Blues, Fernsehserie, eine Folge)
- 1986: Remington Steele (Fernsehserie, eine Folge)
- 1989: Raumschiff Enterprise: Das nächste Jahrhundert (Star Trek: The Next Generation, Fernsehserie, Staffel 2, Episode 5)
- 1990: Junge Schicksale (ABC Afterschool Specials) (Fernsehserie, eine Folge)
- 1992: Ein ganz normaler Held (Hero)
- 1992–1993: Reich und schön (The Bold and the Beautiful, Fernsehserie)
- 1993: Beverly Hills, 90210 (Fernsehserie, eine Folge)
- 1994: Picket Fences – Tatort Gartenzaun (Picket Fences, Fernsehserie, eine Folge)
- 1994: Tod aus dem All (Without Warning, Fernsehfilm)
- 1996: Frasier (Fernsehserie, eine Folge)
- 1997: Prinzessin Mononoke (Mononoke-hime)
- 1997: Spicy City (Fernsehserie, eine Folge)
- 1997: Titanic Explorer (VG, Stimme)
- 1998: Die verlorene Welt (The Lost World, Fernsehfilm)
- 1999: Ally McBeal (Fernsehserie, eine Folge)
- 1999: Profiler (Fernsehserie, eine Folge)
- 2000: Was Frauen wollen (What Women Want)
- 2003: Burl’s (Kurzfilm)